# Iglesia de San Pedro de Abrera
La iglesia de San Pedro es un edificio religioso de la población de Abrera perteneciente a la comarca catalana del Bajo Llobregat en la provincia de Barcelona. Es una iglesia de arquitectura románica incluida en el Inventario del Patrimonio Arquitectónico de Cataluña y protegida como Bien Cultural de Interés Local.

## Historia
La parroquia de San Pedro de Abrera, dentro del término del castillo de Voltrera, está mencionada desde el 1100, cuando Guillem Ramon, señor de la baronía de Castellbell, hizo un legado para su dedicación a San Pedro.
La iglesia fue restaurada entre los años 1956 y 1959 por la Diputación de Barcelona. En esta restauración se añadió el tercer piso del campanario.

## Descripción
El edificio es de una nave cubierta con bóveda de cañón con un ábside trilobulado con ventanas de doble derrame como únicos focos de iluminación del recinto. Exteriormente el ábside central está decorado con arcos ciegos y bandas lombardas y las tejas son de pizarra. En la zona del crucero se encuentra cubierto con bóveda de arista. Tiene una torre de campanario de tres pisos, el primero con una ventana de medio punto por lado y los otros con dos ventanas geminadas. El paramento del muro está hecho a base de piedras irregulares sin labrar dispuestas en hiladas.
La puerta de entrada está en uno de los laterales; se trata de un arco de medio punto con una cenefa de dientes de sierra en las arquivoltas y pequeñas columnas adosadas, una a cada lado. Los capiteles tienen escultura rudimentaria.